# Jean-Claude Czyba
Jean-Claude Czyba (ur. 22 maja 1934, zm. 15 lipca 2016 w Lyonie) – francuski histolog, prof. dr hab. n.med., Doctor Honoris Causa Akademii Medycznej w Warszawie.

## Życiorys
Obronił pracę doktorską, następnie uzyskał stopień doktora habilitowanego. Został zatrudniony na stanowisku profesora na Uniwersytecie im. Claude Bernarda w Lyonie, oraz był członkiem zagranicznym na V Wydziale Nauk Medycznych Polskiej Akademii Nauk.